# Erigophantes
Erigophantes borneoensis es una especie de araña araneomorfa de la familia Linyphiidae. Es el único miembro del género monotípico Erigophantes.

## Distribución
Se encuentra en Borneo.